# 뮤지 (일본의 음악가)
뮤지(일본어: 美勇士, 1981년 5월 8일 ~ )는 일본의 음악가, 배우이자 게이머로, 미국 하와이주 출신이며, 2006년까진 요시모토흥업 소속이며, 현재 무소숙이다.